# چکمه‌پوش
چکمه پوش (انگلیسی: Bootmen) یک فیلم کمدی رمانتیک استرالیایی-آمریکایی محصول سال ۲۰۰۰ به کارگردانی دین پری با بازی آدام گارسیا، سوفی لی و سم ورثینگتون است. این فیلم توسط کمپانی سرچلایت پیکچرز توزیع شد و توسط شرکت مالی فیلم استرالیا تأمین مالی شد. تولید از ۱۹ ژوئن تا ۱۸ اوت ۱۹۹۹ در سیدنی و نیوکاسل توسط فیلمبردار استیو میسون انجام شد که دو جایزه فیلمبرداری را در جوایز AFI در سال ۲۰۰۰ و جوایز FCCA در سال ۲۰۰۰ دریافت کرد.
گردآورنده نقد راتن تومیتوز، این فیلم بر اساس ۱۷ نقد، ۳۵٪ تأیید و میانگین امتیاز ۱۰/۴٫۹ را دارد. در متاکریتیک، فیلم بر اساس ۱۴ منتقد، میانگین وزنی امتیاز ۴۵ از ۱۰۰ را دارد.